# Télécom Lille
Télécom Lille est une école d'ingénieurs publique ayant existé entre 1990 et 2017 en tant que composante de l'Université Lille-I. À cette date, elle fusionne avec l'École nationale supérieure des mines de Douai pour créer l’École nationale supérieure Mines-Télécom Lille-Douai (Noms d'usage : IMT Lille-Douai de 2017 à 2021, IMT Nord Europe depuis 2021).
Elle est située sur le campus Cité scientifique de l'Université Lille 1 à Villeneuve-d'Ascq près de Lille,.
L'école est constituée sous la forme d'un groupement d'intérêt économique entre les membres fondateurs et les entreprises partenaires. Ce groupement d'intérêt économique est dirigé par deux tutelles: l'Institut Mines-Télécom et l'Université Lille 1. Ces deux tutelles participent aux grandes orientations de Telecom Lille en matière de formation, de stratégie et de fonctionnement de l'école.
De plus, Telecom Lille est membre de la COMUE Lille Nord de France.

## Historique
L'ENIC (École nouvelle d'ingénieurs en communication) est créée en 1990 à Villeneuve d'Ascq. Avec l'IG2I de Lens, elle constitue l'une des nouvelles formations d'ingénieurs du Nord de la France, créées à la suite du rapport Decomps (1989) sur les besoins en ingénieurs de terrain, formés par la voie de la formation professionnelle continue ou en formation initiale, en partenariat avec les entreprises (formation par alternance et apprentissage).
L'ENIC a également développé une forte expertise dans la formation ouverte et à distance et la formation en ligne (e-learning) depuis sa création. Les filières TuttelVisio puis TuttelNet (depuis 2000) forment plusieurs dizaines d'ingénieurs TELECOM Lille chaque année. L'école dispose de son propre service e-learning appelé COROLIA Formation depuis 1994. Ce service travaille également en étroite relation avec les entreprises pour les accompagner dans leurs projets de formation à distance.
En 2001, afin de mieux refléter son appartenance au monde des télécommunications et des STIC, l'école opta pour le nom de transition ENIC Telecom Lille 1 pour adopter le 22 décembre 2005 « Telecom Lille1 », et finalement le 2 septembre 2013, l'école simplifie sa marque et s'appelle désormais Télécom Lille.
Jusqu'en 2006, l'école préparait à un diplôme d'ingénieur délivré conjointement par l'Université Lille 1 et TELECOM & Management SudParis. Depuis lors, TELECOM Lille1 délivre le diplôme en son nom.
En 2007, l'école ouvre un Club Entreprises et resserre ses liens avec le monde économique. L’école se classe troisième dans le classement des meilleures écoles d’ingénieurs post-bac en France.
À la rentrée 2013 TELECOM Lille1 devient simplement Télécom Lille.
Le 9 octobre 2014, la fusion de Télécom Lille et de Mines Douai est annoncée ,. La fusion est effective au 1er janvier 2017, l’École nationale supérieure Mines-Télécom Lille-Douai (IMT Lille-Douai) est créée.

## Recrutement
Télécom Lille fait partie de la banque de concours GEIPI-POLYTECH (Groupement d'écoles d'ingénieurs publiques à parcours intégré) pour la sélection en formation initiale des futurs bacheliers S. Télécom Lille est membre du Concours Mines-Télécom et recrute les élèves des classes préparatoires des filières MP et PSI.
L'apprentissage et la formation continue se fait par concours propre à Télécom Lille.

## Formation
La formation aborde différents domaines des STIC comme les télécommunications, l'électronique, l'informatique, les réseaux, les systèmes d'information, le multimédia mais aussi les sciences humaines, le management, la gestion de projets, et les langues.
La formation se décline en différents cursus accessibles à différents niveaux d'études et offre plusieurs options possibles de spécialisation.

### Différents cursus

#### Formation post-Bac
La formation post-Bac est une formation en cinq ans qui s'adresse aux bacheliers S. Le cycle de base, de deux ans, permet d'acquérir les fondements requis en mathématiques, physique, électronique, informatique et économie. Le cycle ingénieur est composé de trois semestres d'approfondissement, deux options scientifiques et d'une option management (deux semestres) et d'un semestre de projet de fin d'études en entreprise. Plusieurs stages en entreprise sont obligatoires pendant la formation (40 % du cursus).

#### Formation après CPGE
La formation après les classes préparatoires aux grandes écoles est accessible pour les élèves de MP et PSI depuis 2012. L'école recrute sur le concours TELECOM INT.

#### Formation par apprentissage
La formation par apprentissage est une formation en trois ans s'adressant aux élèves possédant un bac+2 technologique (DUT, BTS). Les élèves, sous statut apprenti, alternent présence en entreprise et cours à l'école.

#### Formation continue
La formation continue s'adresse aux personnes ayant un niveau bac+2 minimum et au moins trois ans d'expérience professionnelle. La formation intensive à temps plein dure deux à trois ans, stage de fin d'études compris, selon que le cycle de remise à niveau soit suivi ou non.

#### Formation continue à distance
Dans le cadre de cette formation, les cours sont suivis à distance grâce à la plateforme TuTelNet (TTN). La formation dure 30 mois (dont 6 mois de projets en entreprise). Il y a éventuellement un cycle de remise à niveau en amont.

#### Validation des acquis de l'expérience (VAE)
L'obtention de tout ou partie du diplôme d'ingénieur Telecom Lille est également possible dans le cadre de la validation des acquis de l'expérience (VAE).

## International
Les étudiants de Télécom Lille ont la possibilité d’étudier à l’étranger pour un semestre ou une année dans la plupart des écoles du réseau international des universités partenaires. Ils bénéficient de plus de 50 partenariats internationaux avec des écoles et universités de 15 pays d’Europe et d’Amérique du Nord : Allemagne, Hongrie, Pologne, États-Unis, Canada, etc.
Ces échanges sont validés par le système des standards européens des ECTS (European Credit Transfer System) ou par le système équivalent en Amérique du Nord.

## Accords de double diplôme
L'école possède plusieurs accords de double diplôme sur les plans national et international. En ce qui concerne la France, Télécom Lille a conclu un accord en janvier 2011 avec Télécom École de Management pour un nouveau cursus ingénieur-manager. Pour l'international, font partie des accords l'École de technologie supérieure ou ÉTS (Montréal, Québec), l'Université d'État des Télécommunications de St. Petersburg (en) (Russie) et l'École Supérieure des Télécommunications de Leipzig (de) (Allemagne).

## Enseignants
Les enseignants de Télécom Lille sont des enseignants-chercheurs (professeurs et maîtres de conférences) de l'Université Lille 1 et de l'Institut Mines-Télécom ou des enseignants-chercheurs du GIE Télécom Lille. L'école fait également appel à des professionnels experts dans leur domaine.